# 花菱〆吉・花柳貞奴
花菱〆吉・花柳貞奴（はなびししめきち・はなやぎさだやっこ）は昭和期に活躍した女流漫才コンビ。

## 来歴
当時では珍しい女同士のしゃべくり漫才コンビ。一時海原お浜・小浜と2枚看板で競い合い売り出そうとしたがお浜・小浜ほど売れることはなかった。
花菱〆吉は体重90kgの巨体で、花柳貞奴は飄々とした細身の体。こので大小のコントラストで互いに容姿をけなしあうネタなども行った。〆吉がふらっと倒れ重い体をゆっくり起こすギャグがあった。
1939年4月、新興キネマ演芸部に所属の芸人で〆吉は花菱〆吉・〆太、貞奴は花柳貞奴・愛子という別々のコンビを組んでいたがコンビ別れしたのちに2人で組んだ。主な活動の場は地方、戦後は千日劇場、松竹芸能移籍後は角座に多く出演した。
〆吉は体が大きいのが災いし、バス乗車中の事故で負傷したため1973年ごろにコンビを解消。同時に2人とも引退し、貞奴は京都の大徳寺の近所で隠居生活を送った。
2人の芸風は後の今いくよ・くるよに通じるところがある。

## メンバー
- 花菱 〆吉（はなびし しめきち、本名・畑森ハナ[1]、1910年[1] - 1980年代?）。

大阪府出身、大阪府岸和田尋常小学校卒業。玉子家源丸の門下で最初は玉子家源女を名乗った。体が大きいのが災いして乗っていたバスの急停車で転倒して負傷し舞台に立てなくなった。怪我は治ったが「補償金で食ったほうがええ」と言ってやめたともいわれる。
- 花柳 貞奴（はなやぎ さだやっこ、本名・野口トメ[1]、1909年[1] - 1980年代?）。

鳥取県東伯郡成美村出身、成美尋常小学校卒業。元は花柳流の舞踊の世界にいた。川上貞奴と名乗ったこともある。漫才師になる前は安来節の一座にいたこともあり
その頃はその一座では美声で人気があった。スカウトされ浅草の安来節の寄席で人気者だったころもある。

## エピソード
- 貞奴はかしまし娘（特に正司歌江）が売れる前の新興時代から金銭の世話をしており[3]、そのため貞奴がコンビを解消してからの晩年は歌江が恩返しとしてお金など世話していた。また近所の捨て猫を世話するなどの余生を過ごした。